# Pico da Neblina
Le pico da Neblina (« pic du brouillard », en français) est une montagne brésilienne située dans le nord de l'État d'Amazonas, à proximité de la frontière vénézuélienne. Il s'agit du point culminant du Brésil, avec une altitude de 2 995 m. Il donne son nom au parc national du Pico da Neblina, au sein duquel il se situe.

## Toponymie
Le pico da Neblina tire son nom des brouillards quasi permanents qui entourent son sommet, neblina signifiant « brouillard » en portugais. Ce sont d'ailleurs ces brumes qui l'ont rendu presque invisible des rares habitants de la région, jusqu'au milieu du XXe siècle.

## Géographie

### Localisation
Le pico da Neblina se trouve sur la commune de Santa Isabel do Rio Negro, dans l'État brésilien d'Amazonas, mais est situé à environ 180 km du centre de la ville. L'accès en est très difficile, à moins de traverser la jungle amazonienne. En outre, l'autorité de cette lointaine municipalité est supplantée par celle du parc national et de la réserve Yanomami. La ville la plus proche est en fait São Gabriel da Cachoeira, située à environ 140 km et dont partent toutes les expéditions d'ascensions.
Le pico da Neblina est, par raccourci, souvent considéré comme la frontière entre le Brésil et le Venezuela mais le sommet est en réalité entièrement en territoire brésilien. Le pico 31 de Março, situé à une distance de seulement 687 m, est, en revanche, à l'exacte frontière entre les deux pays. Son altitude n'est que de 21 m de moins, soit 2 974 m.
Le massif montagneux est compris dans le parc national brésilien Pico da Neblina. Son versant nord, en revanche, est protégé par le parc national vénézuélien de Serranía de la Neblina. Ces deux parcs représentent, avec l'adjonction du parc national voisin Parima Tapirapecó, une forêt tropicale humide protégée d'environ 80 000 km2, la plus étendue du monde.
Le pico da Neblina est aussi compris dans la réserve du peuple Yanomami.

### Géologie
La Neblina appartient à la sierra de Imerí sur le plateau des Guyanes et il est un relief résiduel glaciaire composé de blocs de grès au-dessus de roches métamorphiques datant du précambrien. Le pic lui-même est un imposant rocher en forme de pyramide ou de dent, surplombant, lorsqu'il est visible, la sierra de Imerí, chaîne montagneuse sur le flanc brésilien, dont l'altitude augmente rapidement de 100 à 2 000 mètres, jusqu'au pied du pic, pour ensuite augmenter plus fortement encore. Le côté vénézuélien du massif est accidenté et la pente des plaines du nord est moins abrupte, même s'il existe des gouffres profonds et de hautes parois. Le pico 31 de Março peut être considéré comme un sommet secondaire du pico da Neblina, il a une texture plus lisse, plus arrondie et sa forme est parfois difficile à distinguer clairement du pico da Neblina, selon l'angle et la distance.

### Climat et végétation
Les températures au sommet du pico da Neblina sont en moyenne comprises entre 6 et 20 °C. Entre 700 et 2 000 m d'altitude, on observe des températures de 20 °C la nuit à 28 °C le jour. En raison de l'altitude du pic, les températures peuvent théoriquement tomber en dessous de 0 °C, mais ce phénomène semble rare, même si aucune mesure permanente n'est prise sur le sommet. Il n'a en outre jamais été observé de neige.
Les pluies les plus fortes sont observées jusqu'à 1 000 mètres d'altitude, maintenant un fort taux d'humidité. La végétation y est composée d'arbres de grande taille au sein d'une forêt équatoriale très dense. De 1 000 à 1 700 m, les arbres sont de taille petite et moyenne, la végétation est plus ouverte, de type forêt tempérée et boréale. Ce climat plus sec est lié au fait que les nuages s'élèvent rarement au-dessus de 1 000 mètres. À partir de 1 800 mètres, il existe seulement une végétation de sol et la zone est de manière quasi permanente entourée de brumes et brouillards.

## Histoire
Il n'existe aucun document évoquant la première découverte du pico da Neblina. L'éloignement et l'inaccessibilité du massif montagneux, au milieu de la forêt amazonienne, dans une région totalement inhabitée, rendent impossible la possibilité que le pic ait été découvert par les Brésiliens avant le milieu du XXe siècle, même si les croyances locales maintenaient l'existence de « hautes montagnes » à cet endroit. En outre, la présence fréquente de brouillard, ayant donné son nom au sommet, annulait ses chances de visibilité.
Une légende populaire au Brésil rapporte que Mário Jucá, pilote de la compagnie Panair do Brasil, aurait, à la faveur d'une éclaircie, le 12 mars 1952, aperçu ce qu'il conclut être le plus haut sommet de la région. À l'inverse, les Vénézuéliens connaissaient l'existence de ce sommet qu'ils avaient nommé le cerro Jimé. En 1954, alors que les Brésiliens découvraient officiellement le pico da Neblina, le secteur faisait l'objet d'une expédition vénézuélienne conduite par l'ornithologue William Henry Phelps Jr. Celle-ci ne parvint pas au sommet de la montagne, mais le nom de cerro Phelps, en hommage à l'explorateur, est parfois utilisé au Venezuela pour désigner le pic.
Dans ces années 1950, il n'était pas encore clairement établi si le pico da Neblina était en territoire brésilien ou vénézuélien. Son altitude exacte était elle aussi inconnue. Pour cette raison, on considérait jusqu'en 1965 que le point culminant du Brésil était le pico da Bandeira (2 892 m), situé dans les États de Minas Gerais et Espírito Santo, au sud-est, et beaucoup plus accessible. Mais celui-ci n'est en fait qu'en troisième position, derrière pico da Neblina et pico 31 de Março.
Les mesures topographiques réalisées en 1965 par José Ambrósio de Miranda Pombo à l'aide d'un théodolite ont déterminé une altitude de 3 014 m. Mais, en 2004, le cartographe Marco Aurélio de Almeida Lima, membre d'une expédition militaire brésilienne, a utilisé un GPS pour obtenir la mesure de 2 993,78 m, officialisée par l'Institut brésilien de géographie et statistiques (IBGE), organisme dépendant du gouvernement fédéral. En 2016, l'altitude est légèrement rehaussée à 2 995,30 m après une nouvelle mesure.

## Ascension
Le pico da Neblina étant situé à la fois dans un parc national et sur une réserve Yanomami, l'accès à cette montagne est restreint et soumis à une autorisation spéciale de l'IBAMA (Brazilian Institute of Environment and Renewable Natural Resources). Seul un guide accrédité peut accompagner les grimpeurs. L'ascension dure quatre jours, dont trois dans la jungle amazonienne où les secours n'ont aucun accès.
L'onchocercose ou « cécité des rivières », maladie parasitaire qui peut provoquer la cécité permanente et qui est transmise par une mouche noire, est endémique de la région, mais avec une faible incidence, le paludisme et la transmission de fièvre jaune sont également possibles. Par conséquent, les grimpeurs doivent prendre les plus grandes précautions pour éviter les piqûres d'insectes, mais aussi s'informer auprès de médecins spécialistes des maladies tropicales.
Robson Czaban, un photographe brésilien qui a escaladé le pico da Neblina en 1998, raconte avoir aperçu des chercheurs d'or sur un petit plateau juste au-dessous du pic, à environ 2 000 m, appelé Garimpo ne Tucano, qui sert de camp de base pour la dernière partie de la montée, la plus raide. Bien que la présence de ces orpailleurs soit totalement illégale, elle est tolérée par les autorités brésiliennes, sans doute pour surveiller la frontière et la nature de manière plus efficace que les gardes de l'IBAMA ou l'armée.